# Chesil Beach (novela)
Chesil Beach es una novela de 2007 del escritor británico Ian McEwan. Fue nominada al Premio Booker 2007. El crítico literario Jonathan Yardley —ganador del premio Pulitzer— consideró el libro como uno de los mejores del año. Ganó el "Galaxy Book of the Year" en los British Book Awards 2008. Fue publicada en español por Anagrama en 2010.

## Trama
En julio de 1962, Edward Mayhew, estudiante de historia en postgrado, y Florence Ponting, violinista de un cuarteto de cuerdas, pasan su luna de miel en una posada georgiana a orillas del mar, en Chesil Beach, Dorset. Están muy enamorados. Sin embargo, ambos esperan la noche de bodas con sentimientos muy diferentes. Edward ha intentado acercarse sexualmente a Florence, sin éxito, en el corto tiempo antes de su matrimonio. Está excitado, pero carece de experiencia sexual. Florence está atada al código social de la época y le aterroriza la intimidad sexual (se insinúa que puede haber sido abusada por su padre). Si bien trata de prepararse mentalmente para el acto, que ve como inevitable, la idea le repugna. Cuando la pareja está a punto de tener sexo por primera vez, el inexperto Edward eyacula prematuramente. Florence abandona el hotel y se dirige a la playa. Edward la sigue y discuten sobre lo sucedido. Florence deja en claro que nunca accederá a tener relaciones sexuales. Edward la acusa de haber mentido durante sus votos matrimoniales y se enoja aún más cuando Florence sugiere que podría acostarse con otras mujeres para aliviar sus deseos sexuales. La pareja se separa y su matrimonio se anula, ya que no fue consumado.
Un año después de la anulación, reflexionando sobre la sugerencia de Florence sobre acostarse con otras mujeres, Edward se percata de que ya no la encuentra insultante. No obstante, sigue sin querer volver a conectarse con Florence. Décadas más tarde, Edward repasa su vida: perdió el interés en escribir libros de historia, dedicándose a administrar festivales de rock y escribir críticas musicales, y terminó por poner un negocio de venta de discos. Después de la muerte de su madre, regresó a la casa de su infancia para cuidar a su padre enfermo. Disfrutó de buenas relaciones con sus amigos y familiares, y tuvo varios romances. Estuvo casado tres años y medio y vivió con su esposa en París. Ha vivido a la deriva, carente de fuertes intereses, sin grandes ambiciones, cómodo. Reconoce, luego de tanto tiempo, que nunca ha amado a nadie tanto como a Florence. Ella, mientras tanto, disfrutó del éxito comercial y de crítica con su cuarteto de cuerdas. Un crítico dijo con respecto a su interpretación de un quinteto para cuerdas de Mozart: "Miss Ponting, con la melodiosa ternura de su tono y la delicadeza lírica de su fraseo, tocó, si se me permite decirlo así, como una mujer enamorada, no sólo de Mozart o de la música, sino de la vida misma." Edward no asiste a ningún concierto de Florence y evita sus fotos, sin querer ver qué es lo que tiempo hizo de ella. Prefiere recordarla "con el diente de león en el ojal y el trozo de terciopelo en el pelo". Por ello jamás sabrá que Florence, luego de cada concierto, no puede dejar de mirar el asiento 9C, que es el que él solía ocupar.
A sus sesenta años, Edward recuerda una vez más la noche en que él y Florence se separaron, preguntándose qué podría haber sido y piensa que “Todo lo que ella había necesitado era la certeza de su amor y su seguridad de que no había prisa, teniendo toda la vida por delante. El amor y la paciencia, si tan solo los hubiera tenido a la vez, seguramente los habría ayudado a ambos... Así es como se puede cambiar todo el curso de una vida: sin hacer nada.”

## Temas

### Sexualidad
La novela remite a una época en la que, por lo general, el matrimonio precedía o seguía inmediatamente a las relaciones sexuales. Ser joven implicaba inseguridades desde el punto de vista sexual, para la cuales el matrimonio era -supuestamente- la cura. Edward y Florence son vírgenes y la sociedad no los ha preparado para su experiencia erótica. Por lo tanto, carecen del marco interpretativo para lidiar con sus problemas. La primera frase de la novela describe la situación de forma precisa: "Eran jóvenes, instruidos y vírgenes aquella noche, la de su boda, y vivían en un tiempo en que la conversación sobre dificultades sexuales era claramente imposible...eran demasiado corteses, demasiado cohibidos, demasiado timoratos...Apenas se conocían." Se los puede ver como representantes, y víctimas, de la última generación antes de la revolución sexual y las convulsiones políticas y culturales de los años '60. "Tanto Edward como Florence temen que ella sea 'frígida', esa palabra antigua, y ven ese estado como una aflicción o maldición sin remedio. El tema de McEwan ha sido a menudo la forma en que la inocencia se estropea; aquí, la serpiente en el jardín es la tradicional: el deseo y sus descontentos" Es también es una novela sobre el sexo y la clase social en Inglaterra, con referencias, tal vez, en las obras de D. H. Lawrence y E. M. Forster. Esto sugiere que la frigidez de Florence es, en parte, una función de su clase y es compartida por sus padres, especialmente por su madre, Violet."Hay una cualidad de cuento de hadas en el libro, en el sentido de que todo lo que sigue parece inevitable."
Describiendo la cena previa a la frustrada noche nupcial dice McEwan; "No era aquél un buen momento en la historia de la cocina inglesa" A posteriori, se puede interpretar la frase como una premonición culinaria a la catástrofe erótica que habrá de sucederla.
El casamiento de Edward y Florence tiene lugar en julio de 1962, tal vez demasiado temprano como para poder disfrutar de los favores de la revolución sexual. Philip Larkin considera en su poema "Annus mirabilis" (año milagroso) 1963 como la fecha del comienzo de esa transformación y resalta dos acontecimientos: el fin de la prohibición de "El amante de Lady Chatterly" y la publicación del primer LP de los Beatles con la canción "Please Please Me".

### Sociedad
Edward y Florence pertenecen a clases sociales diferentes. La madre de Edward ha sufrido daño cerebral como resultado de un accidente. Tiene dos hermanas menores. Su padre es maestro y, además de su trabajo, se ocupa intensivamente de la familia, en especial de la madre, que vive con ellos a pesar de su discapacidad. La familia Ponting, por otra parte, es conservadora y pudiente; el padre, empresario y la madre, profesora en Oxford. Florence tiene una hermana menor. La mayor parte de las tareas del hogar están a cargo de una criada. No onstante, las diferencias sociales no tienen mayor relevancia en su relación y Edward es bien recibido en la familia de Florence, cuyo padre le ofrece trabajo en su empresa.
La relación entre los sexos está claramente definida: "Sin decirlo, estas chicas transmitían la clara impresión de que se estaban “reservando” para un futuro marido. No había ambigüedad: para tener sexo con cualquiera de ellas, tendrías que casarte." La píldora no es nada más que un rumor proveniente de los Estados Unidos, que se escucha con incredulidad.
Peter D. Mathews considera que "Con su mezcla de culpa y reserva convencional, Florence encarna los valores de la mujer victoriana reprimida." La época y los protagonistas son un interludio entre la tradición y los cambios radicales que acontecerán poco tiempo después, de ahí la inseguridad y el comportamiento dubitativo: "Eran adultos por fin, de vacaciones, libres de hacer lo que se les antojara. En sólo unos años más, jóvenes perfectamente normales harían cosas así. Pero de momento la época les frenaba. Incluso cuando Edward y Florence estaban solos, seguían vigentes mil normas tácitas."

### Política
La primera referencia a la situación política se hace durante la cena en el hotel: el primer ministro Harold Macmillan ha participado en una conferencia sobre la carrera armamentista y la necesidad de controlar y disminuir el número de tests de bombas atómicas. Se resalta la diferencia de opiniones, de acuerdo con las generaciones. Edward y Florence están estrictamente en contra de la carrera nuclear y piensan votar al Partido Laborista. La generación que sufrió en la guerra, por su parte, no puede conformarse con la decadencia progresiva del Imperio británico. El optimismo de los recién casados con respecto al futuro del país contrasta con su inseguridad y ansiedad en lo privado. La ironía de McEwan se manifiesta es su descripción del comportamiento de Edward, que piensa en la cara de Macmillan para evitar una eyaculación prematura. Otro indicador de conflictos generacionales son la discusiones entre Florence y su madre sobre el papel de la Unión Soviética, estando Florence a favor y su madre en contra del sistema político que rige en el país. Si bien su padre también defiende posiciones conservadoras a favor del Imperio, contra los sindicatos y Europa, Florence, siendo una hija privilegiada, no se atreve a discutir con él, por los muchos favores recibidos.

### Ambiente
Chesil Beach es una playa de guijarros. Tiene una longitud de 29 kilómetros; en algunas partes, 15 metros de altura y 200 de ancho. Detrás de ella se encuentra "the Fleet", una laguna poco profunda que cambia con la marea. Ambas pertenecen a la Costa Jurásica y son Patrimonio de la Humanidad. Ha habido muchos naufragios en Chesil Beach, particularmente durante la era de los veleros. La playa era particularmente peligrosa dentro del Canal de la Mancha, ya que forma una extendida costa de sotavento durante los vendavales del suroeste. "La elección de McEwan de dar a su novela el título On Chesil Beach no puede haber sido hecha al azar: la playa es el trasfondo de toda la trama de una noche, y el autor la menciona constantemente, convirtiéndose así en un emblema de varias cosas."
Los estados mentales tienen su contraparte en cómo los protagonistas perciben la naturaleza. Durante la cena en el hotel se plantean los polos de esa captación: "tenían muchos planes, planes alocados, que se amontonaban en el futuro nebuloso, tan intrincadamente enredados y tan hermosos como la flora estival de la costa de Dorset." El aspecto positivo se ve contrarrestado por un telón de fondo amenazante: "Un cambio de viento o un viento que arreciaba les llevó el sonido de olas rompiendo, como vasos que se hacen añicos a lo lejos." Una oscilación semejante se produce en el dormitorio: el leve erotismo de "El aire fresco sopló agradablemente sobre sus piernas desnudas. Escuchó las olas distantes, la llamada de las gaviotas argénteas y el sonido de Edward desvistiéndose." se ve contrarrestado por una descripción de un viaje en bote con su padre: "Tenía doce años, yacía inmóvil así, esperando, temblando en la estrecha litera con lados de caoba pulida. Su mente estaba en blanco, sentía que estaba en desgracia...su padre se movía por la pequeña y oscura cabina, desnudándose, como ahora Edward."
La pareja había planeado tomar la botella de vino y salir a pasear por la playa después de la cena. En vez de ello, cuando luego del malogrado acto sexual Edward baja tras Florence a la playa, se describe el siguiente escenario: "las nubes bajas se separaron de nuevo, y aunque no había luz de luna directa, un débil resplandor, difundido a través de los estratos más altos, se movió a lo largo de la playa para incluir a la pareja parada junto al gran árbol caído”. La última escena del libro está también enmarcada en la costa: "Permaneció en un silencio frío y justiciero en el crepúsculo estival, observándola correr a lo largo de la orilla, el sonido de su difícil avance apagado por las pequeñas olas rompiendo, hasta que  fue un punto borroso que se alejaba en el inmenso camino rectilíneo de guijarros brillando en la pálida luz."

## Crítica
Jonathan Yardley señaló que: "La ficción de McEwan mejora cada vez más, e incluso cuando lo hace en un modo menor, como lo es aquí, es increíble."
Colin Toibin opinó que "On Chesil Beach...está lleno de extraños ecos y tiene elementos de cuento popular, que hacen que el placer de leerlo sea mucho mayor que la alegría de saber qué sucedió al final. La novela es pura comedia, pero está contada desde el punto de vista de los dos protagonistas, a quienes no les parece nada gracioso, y esto se logra sin que ninguno de los dos parezca tedioso."
Tim Adams indicó que "McEwan es perfecto en el manejo de esta comedia embarazosa y, como siempre, convertirla en algo mucho más inquietante...La brillantez de McEwan como novelista radica en su capacidad para aislar momentos discretos de una vida e investirlos con un significado indeleble."
Jonathan Lethem escribió: "La situación es una miniatura y también enorme, terrible y patética, tierna e irrevocable. McEwan la trata con una simpatía ilimitada, una que atrae al lector incluso cuando oculta el hecho de que esta aparente novela de modales es fundamentalmente una novela de terror como cualquiera de las escritas por McEwan."
La crítica de Michiko Kakutani fue negativa: "Ian McEwan ha producido inexplicablemente una historia pequeña, hosca e insatisfactoria que no posee la sabiduría emocional, el alcance narrativo o la encantadora especificidad de los detalles de sus libros anteriores. Aunque On Chesil Beach aborda algunos de los temas perennes de McEwan (los peligros de la inocencia, la repentina mutación de lo ordinario en lo horrible, el control inexorable del tiempo pasado sobre el presente), lo hace de una manera mecánica y altamente arbitraria..."
Dijo Eduardo Mendoza en "El País": "Chesil Beach es una novela espléndida, emotiva, inteligente, absorbente y equilibrada. La narración de la peripecia vital de los protagonistas es minuciosa pero no prolija. Lo cotidiano y lo prosaico son descritos de un modo ameno y vivaz, sin parsimonia. Ningún elemento es superfluo; no sobra una palabra."

## Adaptación cinematográfica
La novela fue llevada al cine en 2017. La película "On Chesil Beach" fue dirigida por Dominic Cooke. Ian McEwan escribió el guion. Saoirse Ronan interpretó el papel de Florence, mientras que Billy Howle hizo el de Edward.